# 1,1,3,3-四甲氧基丙烷
1,1,3,3-四甲氧基丙烷（也称为丙二醛二甲缩醛，Malonaldehyde, bis(dimethyl acetal)），分子式CH2(CH(OCH3)2)2，常温常压下为无色液体，是丙二醛对应的保护性缩醛，与丙二醛不同，这种缩醛是稳定、可商购的。